# Mariano Aguilar Navarro
Mariano Aguilar Navarro (Madrid, 19 de agosto de 1916 - Madrid., 8 de abril de 1992) fue un catedrático, abogado y político español, perteneciente al PSOE.

## Biografía
Nacido el 19 de agosto de 1916 en Madrid, Aguilar Navarro estudió el bachillerato en el Colegio de los Sagrados Corazones de Madrid y la carrera de Derecho en la Universidad Complutense de Madrid, dónde obtuvo el doctorado. Se dedicó desde entonces a la enseñanza universitaria, ganando la Cátedra de Derecho Internacional en la Universidad de Sevilla en 1948. En 1960 obtuvo por concurso la cátedra de Derecho Internacional Privado de la Facultad de Derecho de Madrid, facultad en la cual luego fue Decano.
Durante los años cincuenta apoyó el movimiento que alrededor de su compañero de facultad Manuel Giménez Fernández, catedrático de Derecho Canónico y ministro de Agricultura de la CEDA durante la República, intentaba actualizar el pensamiento político católico. Y fue dirigente de su Partido "Izquierda Demócrata Cristiana".
Partidario decidido de la integración de España en Europa, fue vicepresidente del comité español del Movimiento Europeo, presidido entonces por Salvador de Madariaga.
La Facultad de Ciencias de la Universidad de Madrid le invitó, en un ciclo organizado por su capellán, a pronunciar una conferencia sobre la Democracia Cristiana. El Gobierno prohibió el acto y Aguilar Navarro no pudo participar en él. Pero se sumó a las protestas estudiantiles por dicha prohibición. Y a raíz de la manifestación estudiantil de febrero de 1965, en la que participó junto a los también profesores López Aranguren, Tierno Galván, García Calvo y Montero Díaz, fue sancionado con la separación de su cátedra durante dos años. Uno de sus hijos, Enrique, profesor de Medicina, estuvo encarcelado durante tres años por su militancia antifranquista, experiencia que para Aguilar Navarro constituyó, según sus propias declaraciones, "la gran prueba". Tal vez por ello fue promotor de la Asociación de Ex Presos y Represaliados Políticos.
Incorporado al PSOE, fue elegido senador por Madrid en 1977 dentro de la candidatura Senado Democrático, junto con Joaquín Satrústegui, de Acción Liberal, y Manuel Villar Arregui, de la Democracia Cristiana. Incorporado al Senado fue elegido:
- PRESIDENTE. COMISIÓN DE ASUNTOS EXTERIORES (17/11/1977 al 02/01/1979)
- VICEPRESIDENTE 2º. COMISIÓN DE SUPLICATORIOS (17/11/1977 al 02/01/1979)
- VOCAL. COMISIÓN ESPECIAL DE ASUNTOS IBEROAMERICANOS (01/12/1977 al 15/11/1978)

Nombrado decano de la Facultad de Derecho de la Universidad Complutense en 1977, Aguilar Navarro es autor de un tratado de derecho internacional público y de otro de derecho internacional privado, además de más de 200 trabajos monográficos sobre temas jurídicos. Director de la Revista Española de Derecho Internacional y miembro de la junta de fundadores de Cuadernos para el Diálogo, Aguilar Navarro fue también un ardiente defensor de sus ideas en numerosos artículos periodísticos sobre el desarme, la descolonización y la política durante la transición.